# マールボロ・ロード駅
マールボロ・ロード駅は廃止されたロンドン地下鉄の駅である。当駅はメトロポリタン鉄道(現在のメトロポリタン線)のベーカー・ストリート駅から北への最初の支線として建設されたメトロポリタン＆セント・ジョンズ・ウッド鉄道の北の終点として1868年に開業した。当時のロンドン地下鉄路線図には省略してMarlboro Roadと記されていた。
1930年代中期、メトロポリタン線各支線からの列車が集中するフィンチリー・ロード - ベーカー・ストリート間の線路容量は限界に達していた。この集中を緩和するため、ベーカー・ストリートのベーカールー線トンネルからフィンチリー・ロードまでのシールド工法の新線が建設された。メトロポリタン線スタンモア支線の機能は1939年11月20日にベーカールー線スタンモア支線に引き継がれ、ベーカー・ストリートに流れ込む乗客が分散、メトロポリタン線を通過する列車数が削減された。
メトロポリタン線のフィンチリー・ロード - ベーカー・ストリート間の駅は廃止され、当駅近くにセント・ジョンズ・ウッド駅が新設された。
廃止以前から、当駅はローズ駅に近かったため、クリケットシーズンのピークを除いて乗降客はあまり多くなかった。
当駅の駅名の由来となったマールボロ・ロードは後にマールボロ・プレイスに改名されている。
1973年放映のBBCのドキュメンタリー番組、メトロ・ランドに廃止されたホームと駅舎(当時はステーキハウス)が映ったシーンがある。当駅の駅舎は中華料理店として現存している。

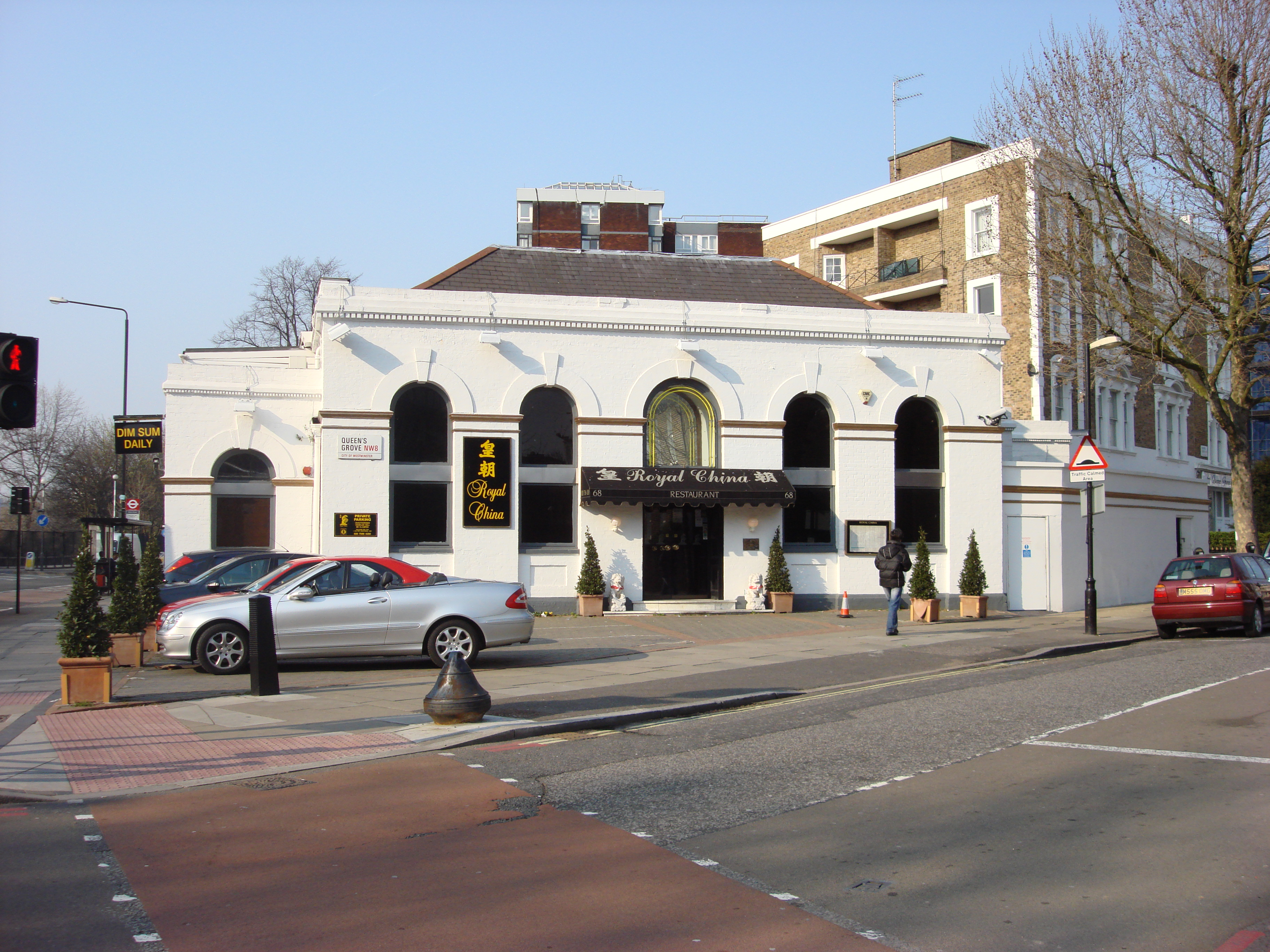
以前白に塗装されていた頃の駅舎(2007年2月撮影)
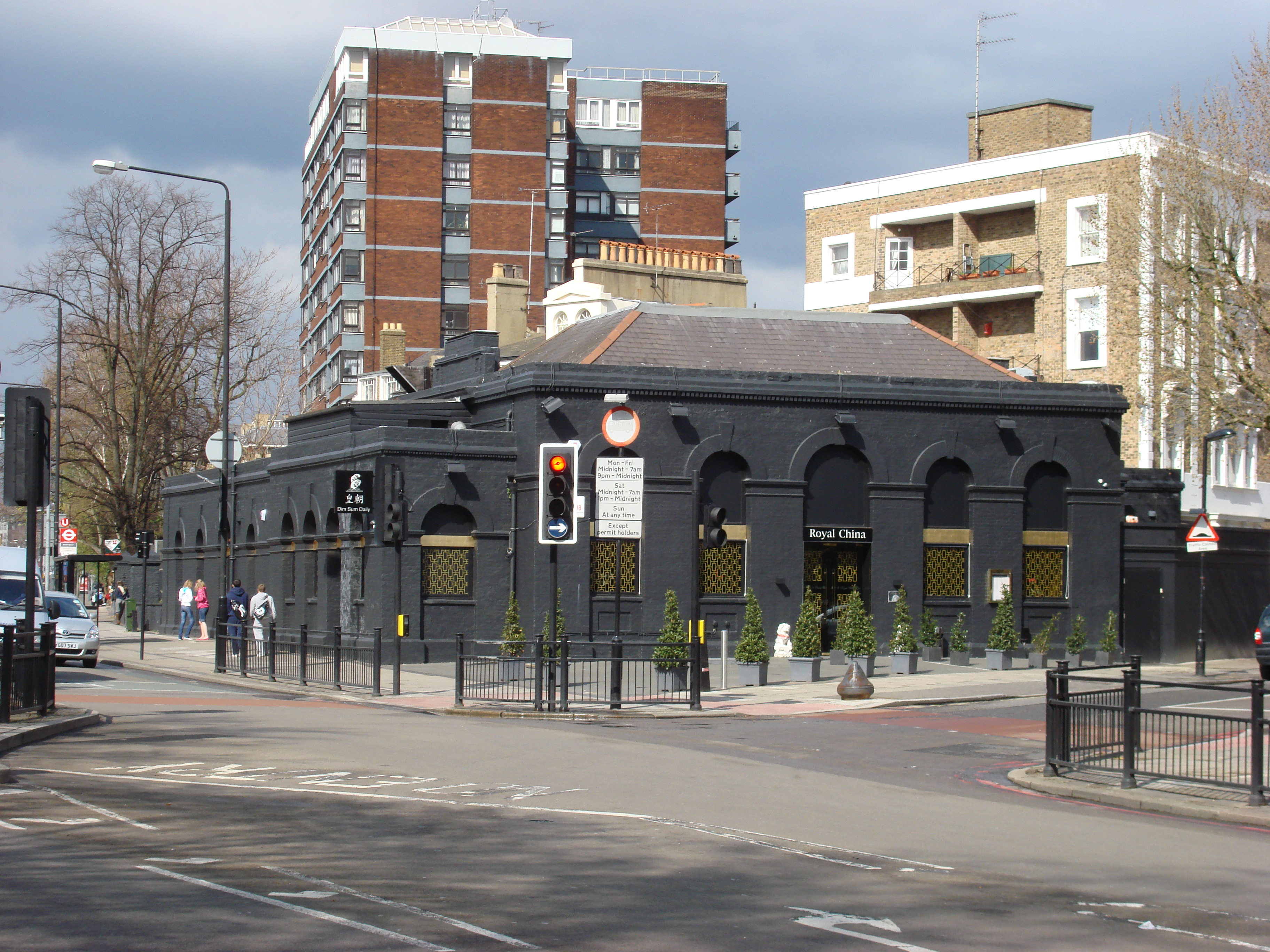
2008年4月撮影の駅舎
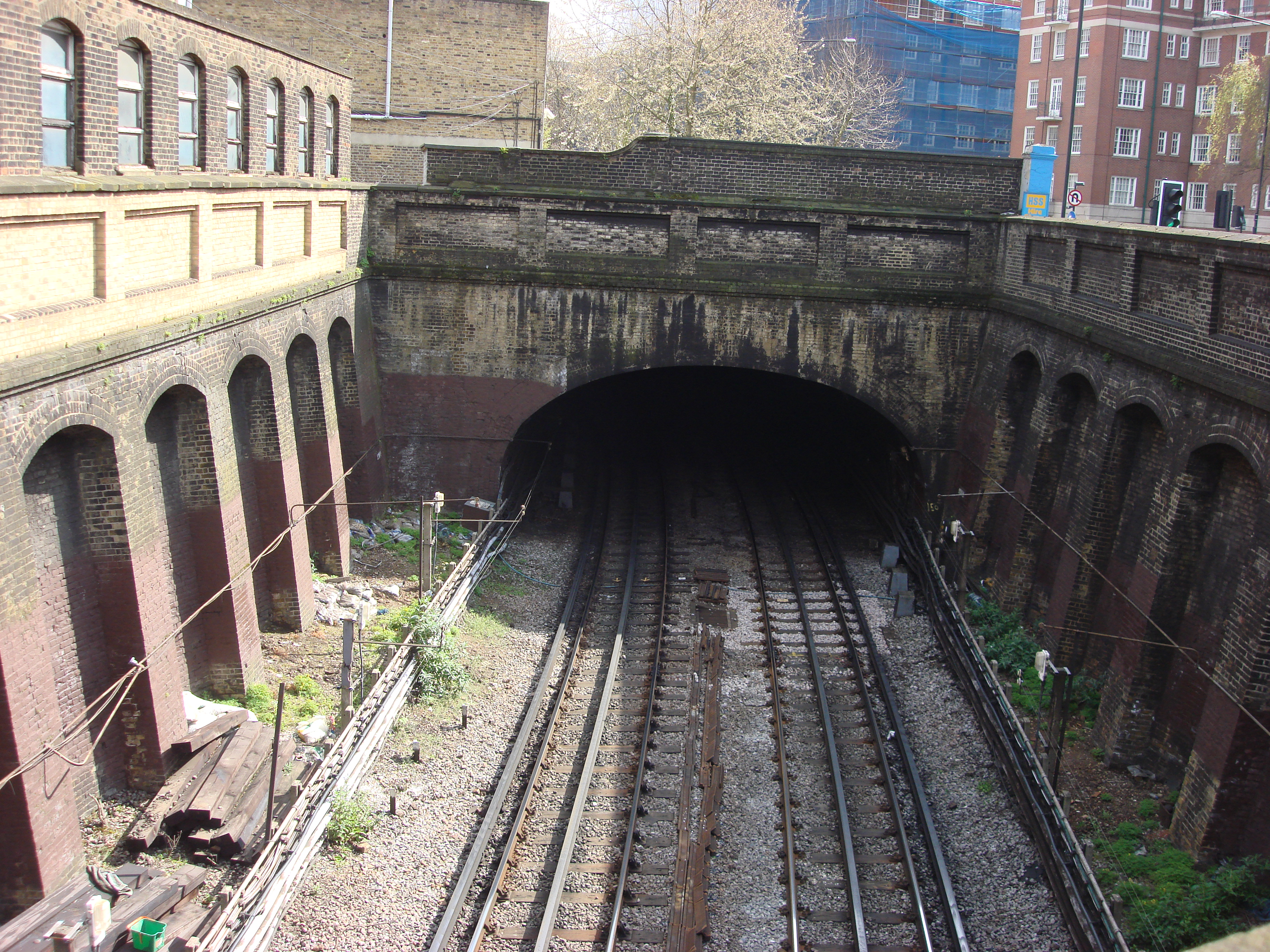
ホーム跡
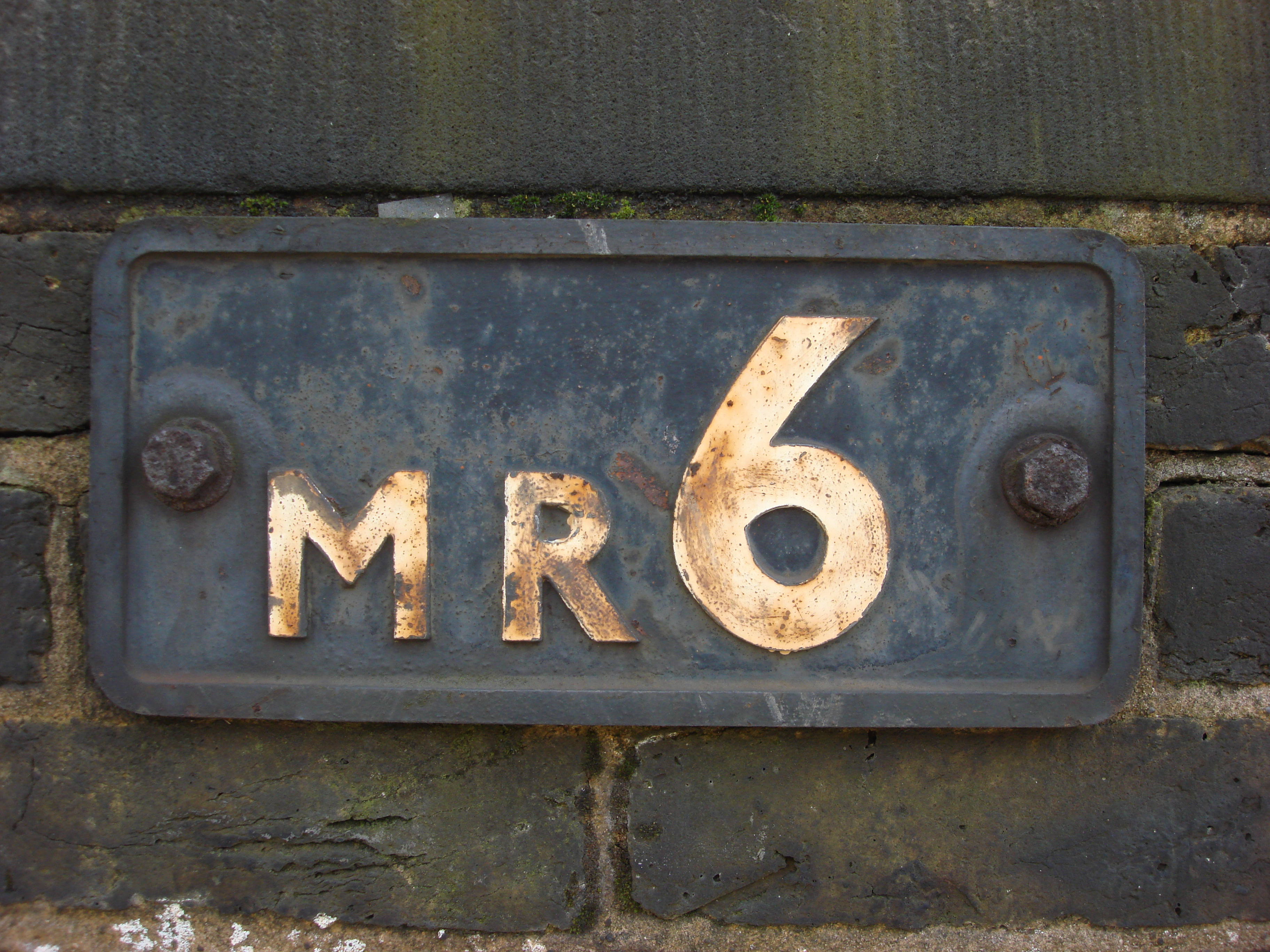
橋の銘板